# Campionatul European de Handbal Feminin pentru Junioare din 2023
Campionatul European de Handbal Feminin U17 din 2023 a fost a XVI-a ediție a turneului organizat de Federația Europeană de Handbal (EHF) și s-a desfășurat în Muntenegru, între 3 și 13 august 2023. Începând cu ediția din 2017 a fost introdus un nou sistem, care a prevăzut trei turnee finale separate: turneul principal din Muntenegru, la care au luat parte 16 echipe cel mai bine clasate din punct de vedere al coeficienților EHF, și alte două turnee grupate sub titulatura campionatele EHF U17, organizate în Turcia și Azerbaidjan, la care au luat parte 20 de echipe cel mai slab clasate din punct de vedere al coeficienților EHF, câte 10 în fiecare țară. Suplimentar, pentru ediția 2023 a campionatului european U17 a fost organizată și o fază de calificări.

## Selecția gazdelor
Pe 23 septembrie 2022, membrii Comitetului Executiv al EHF, întruniți în Luxemburg, au anunțat că Muntenegru a primit dreptul de a organiza ediția din 2023 a Campionatului European U17.

## Sălile
Două săli din Podgorica au găzduit partidele care s-au disputat la turneul final:
- Sala Sporturilor Verde (2100 de locuri)[4]
- Centrul Sportiv Morača (6.000 de locuri)[5]

## Echipe calificate
La turneul final s-au calificat automat echipele clasate pe primele 13 locuri la campionatul U17 din 2021 (Muntenegru, echipa gazdă, și alte 12 echipe), precum și câștigătoarele turneelor din Georgia și din Lituania ale campionatelor EHF din 2021. Al 16-lea loc a fost acordat Serbiei, câștigătoarea fazei de calificare. Echipa Rusiei, medaliată cu bronz în 2021, a fost ulterior exclusă în urma invaziei ruse din Ucraina, fiind înlocuită cu Islanda, provenită și ea din faza de calificări.
| Țara              | Calificate ca și                     | Data obținerii calificării | Apariții anterioare în competiție1                                                            |
| ----------------- | ------------------------------------ | -------------------------- | --------------------------------------------------------------------------------------------- |
| Muntenegru        | Țară gazdă                           | 23 septembrie 2022         | 6 (2007, 2013, 2017, 2019, 2019, 2021)                                                        |
| Ungaria           | Locul 1 la CE U17 din 2021           | 15 august 2021             | 14 (1992, 1994, 1997, 1999, 2001, 2003, 2005, 2009, 2011, 2013, 2015, 2017, 2019, 2021)       |
| Germania          | Locul 2 la CE U17 din 2021           | 15 august 2021             | 13 (1992, 1997, 1999, 2001, 2003, 2005, 2009, 2011, 2013, 2015, 2017, 2019, 2021)             |
| Danemarca         | Locul 4 la CE U17 din 2021           | 15 august 2021             | 14 (1992, 1994, 1997, 1999, 2003, 2005, 2007, 2009, 2011, 2013, 2015, 2017, 2019, 2021)       |
| Croația           | Locul 5 la CE U17 din 2021           | 15 august 2021             | 12 (1994, 1999, 2001, 2003, 2005, 2009, 2011, 2013, 2015, 2017, 2019, 2021)                   |
| Norvegia          | Locul 6 la CE U17 din 2021           | 15 august 2021             | 12 (1992, 1994, 1997, 1999, 2007, 2009, 2011, 2013, 2015, 2017, 2019, 2021)                   |
| România           | Locul 7 la CE U17 din 2021           | 15 august 2021             | 15 (1992, 1994, 1997, 1999, 2001, 2003, 2005, 2007, 2009, 2011, 2013, 2015, 2017, 2019, 2021) |
| Elveția           | Locul 9 la CE U17 din 2021           | 14 august 2021             | 1 (2021)                                                                                      |
| Portugalia        | Locul 10 la CE U17 din 2021          | 14 august 2021             | 8 (1992, 1999, 2001, 2011, 2013, 2015, 2019, 2021)                                            |
| Franța            | Locul 11 la CE U17 din 2021          | 14 august 2021             | 10 (1992, 2005, 2007, 2009, 2011, 2013, 2015, 2017, 2019, 2021)                               |
| Suedia            | Locul 12 la CE U17 din 2021          | 14 august 2021             | 10 (1992, 1999, 2005, 2009, 2011, 2013, 2015, 2017, 2019, 2021)                               |
| Cehia             | Locul 13 la CE U17 din 2021          | 14 august 2021             | 12 (1994, 1999, 2001, 2003, 2005, 2007, 2009, 2011, 2013, 2015, 2017, 2021)                   |
| Țările de Jos     | Locul 1 la Campionatele EHF din 2021 | 15 august 2021             | 9 (2001, 2003, 2007, 2009, 2011, 2013, 2015, 2017, 2019)                                      |
| Macedonia de Nord | Locul 1 la Campionatele EHF din 2021 | 15 august 2021             | 2 (2009, 2015)                                                                                |
| Serbia            | Locul 1 în Calificări                | 25 noiembrie 2021          | 5 (2003, 2005, 2007, 2009, 2017)                                                              |
| Islanda           | Locul 2 în Calificări                | 25 noiembrie 2021          | 1 (1999)                                                                                      |

1 Bold indică echipa campioană din acel an.
2 Italic indică echipa gazdă din acel an.

## Distribuția
Selecționatele naționale calificate la turneul final au fost distribuite în patru urne de câte patru echipe. Distribuția în urne a avut la bază coeficienții valorici ai EHF: urna 1 a fost alcătuită din cele mai bune echipe, în timp ce urna a 4-a a fost formată din echipele cu cei mai slabi coeficienți EHF. Din urne, echipele au fost plasate prin tragere la sorți în patru grupe preliminare de câte patru echipe, fiecare grupă cuprinzând câte o echipă din fiecare urnă. 
Distribuția în urnele valorice a fost următoarea:
| Urna 1                                   | Urna a 2-a                                | Urna a 3-a                           | Urna a 4-a                                           |
| ---------------------------------------- | ----------------------------------------- | ------------------------------------ | ---------------------------------------------------- |
| Ungaria · Germania · Danemarca · Croația | Norvegia · România · Muntenegru · Elveția | Portugalia · Franța · Suedia · Cehia | Macedonia de Nord · Țările de Jos · Serbia · Islanda |

## Calificările
Pentru prima dată, înaintea turneului final a fost introdusă și o fază de calificări. Austria, Slovacia și Slovenia, clasate pe locurile 14-16 la Campionatul European U17 din 2021, precum și Serbia și Islanda, finaliste ale celor două campionate EHF din 2021, au fost programate să se întâlnească într-o așa numită „competiție intermediară”, câștigătoarea acesteia urmând să se califice la turneul final din Muntenegru. Ulterior, Austria s-a retras din competiție din cauza restricțiilor de trafic impuse de autoritățile austriece pentru a limita răspândirea pandemiei de coronaviroză, astfel că turneul de calificări s-a desfășurat cu doar patru echipe.
Turneul a fost găzduit de Serbia, care a și câștigat competiția, calificându-se astfel la turneul final din Muntenegru. Ulterior, după excluderea echipei Rusiei, locul rămas vacant a fost atribuit Islandei, clasată pe locul al doilea în faza de calificări.
|  | Echipele calificate la turneul final din Muntenegru |

| Echipa   | M | V | E | Î | GM | GP | G   | Pct |
| -------- | - | - | - | - | -- | -- | --- | --- |
| Serbia   | 3 | 3 | 0 | 0 | 88 | 62 | +26 | 6   |
| Islanda  | 3 | 2 | 0 | 1 | 73 | 78 | −5  | 4   |
| Slovenia | 3 | 1 | 0 | 2 | 69 | 74 | −5  | 2   |
| Slovacia | 3 | 0 | 0 | 3 | 69 | 85 | −16 | 0   |

| 22 noiembrie 2021 15:30 | Slovenia | 21 – 24 | Islanda        | Sportski centar Voždovac, Belgrad Asistență: 200 Arbitri: Ilievski, Ilievski |
| 22 noiembrie 2021 15:30 | Ocepek 5 | (9-9)   | Ágústsdóttir 8 | Sportski centar Voždovac, Belgrad Asistență: 200 Arbitri: Ilievski, Ilievski |
| 22 noiembrie 2021 15:30 | 5× 2×    | Raport  | 2× 3×          | Sportski centar Voždovac, Belgrad Asistență: 200 Arbitri: Ilievski, Ilievski |

| 22 noiembrie 2021 18:00 | Slovacia   | 20 – 30 | Serbia                | Sportski centar Voždovac, Belgrad Asistență: 600 Arbitri: Antașev, Musatov |
| 22 noiembrie 2021 18:00 | Šalatová 6 | (10-16) | Ćetković, Cvetković 6 | Sportski centar Voždovac, Belgrad Asistență: 600 Arbitri: Antașev, Musatov |
| 22 noiembrie 2021 18:00 | 6×         | Raport  | 5× 1×                 | Sportski centar Voždovac, Belgrad Asistență: 600 Arbitri: Antașev, Musatov |

| 23 noiembrie 2021 15:30 | Islanda         | 29 – 26 | Slovacia     | Sportski centar Voždovac, Belgrad Asistență: 100 Arbitri: Ilievski, Ilievski |
| 23 noiembrie 2021 15:30 | Þorkelsdóttir 9 | (14-15) | Bačenková 11 | Sportski centar Voždovac, Belgrad Asistență: 100 Arbitri: Ilievski, Ilievski |
| 23 noiembrie 2021 15:30 | 3× 1×           | Raport  | 3× 1×        | Sportski centar Voždovac, Belgrad Asistență: 100 Arbitri: Ilievski, Ilievski |

| 23 noiembrie 2021 18:00 | Serbia     | 27 – 22 | Slovenia | Sportski centar Voždovac, Belgrad Asistență: 600 Arbitri: Antașev, Musatov |
| 23 noiembrie 2021 18:00 | Ćetković 7 | (13-6)  | Zulić 9  | Sportski centar Voždovac, Belgrad Asistență: 600 Arbitri: Antașev, Musatov |
| 23 noiembrie 2021 18:00 | 2× 1×      | Raport  | 2×       | Sportski centar Voždovac, Belgrad Asistență: 600 Arbitri: Antașev, Musatov |

| 25 noiembrie 2021 15:30 | Slovacia     | 23 – 26 | Slovenia    | Sportski centar Voždovac, Belgrad Asistență: 100 Arbitri: Antașev, Musatov |
| 25 noiembrie 2021 15:30 | Bačenková 10 | (10-12) | Kolobarić 8 | Sportski centar Voždovac, Belgrad Asistență: 100 Arbitri: Antașev, Musatov |
| 25 noiembrie 2021 15:30 | 3× 1×        | Raport  | 1×          | Sportski centar Voždovac, Belgrad Asistență: 100 Arbitri: Antașev, Musatov |

| 25 noiembrie 2021 18:00 | Serbia     | 31 – 20 | Islanda                       | Sportski centar Voždovac, Belgrad Asistență: 800 Arbitri: Ilievski, Ilievski |
| 25 noiembrie 2021 18:00 | Ćetković 7 | (15-7)  | Ágústsdóttir, Jóhannsdóttir 4 | Sportski centar Voždovac, Belgrad Asistență: 800 Arbitri: Ilievski, Ilievski |
| 25 noiembrie 2021 18:00 | 4× 2×      | Raport  | 1× 2×                         | Sportski centar Voždovac, Belgrad Asistență: 800 Arbitri: Ilievski, Ilievski |

## Grupele preliminare
Selecționatele naționale au fost trase la sorți în patru grupe preliminare de câte patru echipe. Tragerea la sorți a avut loc la sediul EHF din Viena, Austria, pe 28 februarie 2023, începând de la ora locală 11:00, și a fost transmisă în direct pe canalul YouTube și pe contul de Facebook al EHF. După extragerea tuturor echipelor din urnele 4, 3 și 1, Muntenegru a primit dreptul de a-și alege grupa, din poziția de țară organizatoare.
În urma tragerii la sorți au rezultat grupele de mai jos. Echipele clasate pe primele două locuri în fiecare grupă au avansat în grupele principale. Echipele clasate pe locurile trei și patru au jucat în grupele intermediare.
|  | Echipele calificate în grupele principale     |
|  | Echipele retrogradate în grupele intermediare |

Calendarul de mai jos respectă ora de vară CET:

### Grupa A
| Echipa     | M | V | E | Î | GM | GP | G   | Pct |
| ---------- | - | - | - | - | -- | -- | --- | --- |
| Germania   | 3 | 2 | 1 | 0 | 96 | 76 | +20 | 5   |
| Muntenegru | 3 | 1 | 1 | 1 | 66 | 64 | +2  | 3   |
| Cehia      | 3 | 1 | 0 | 2 | 78 | 86 | −8  | 2   |
| Islanda    | 3 | 1 | 0 | 2 | 66 | 80 | −14 | 2   |

| 3 august 2023 18:00 | Muntenegru  | 18 – 20 | Islanda          | Sala Sporturilor Verde, Podgorica Asistență: 400 Arbitri: Weijmans, Wolbertus |
| 3 august 2023 18:00 | Ramusović 5 | (7-10)  | Gunnþórsdóttir 6 | Sala Sporturilor Verde, Podgorica Asistență: 400 Arbitri: Weijmans, Wolbertus |
| 3 august 2023 18:00 | 4×          | Raport  | 5× 1×            | Sala Sporturilor Verde, Podgorica Asistență: 400 Arbitri: Weijmans, Wolbertus |

| 3 august 2023 20:15 | Germania   | 39 – 29 | Cehia             | Sala Sporturilor Verde, Podgorica Asistență: 200 Arbitri: Bojinovski, Nacevski |
| 3 august 2023 20:15 | Tucholke 8 | (17-17) | Kočová, Pejšová 5 | Sala Sporturilor Verde, Podgorica Asistență: 200 Arbitri: Bojinovski, Nacevski |
| 3 august 2023 20:15 | 4×         | Raport  | 2×                | Sala Sporturilor Verde, Podgorica Asistență: 200 Arbitri: Bojinovski, Nacevski |

| 4 august 2023 18:00 | Cehia     | 21 – 25 | Muntenegru  | Sala Sporturilor Verde, Podgorica Asistență: 350 Arbitri: Borge, Nygren |
| 4 august 2023 18:00 | Rampová 5 | (10-12) | Ramusović 8 | Sala Sporturilor Verde, Podgorica Asistență: 350 Arbitri: Borge, Nygren |
| 4 august 2023 18:00 | 3×        | Raport  | 4×          | Sala Sporturilor Verde, Podgorica Asistență: 350 Arbitri: Borge, Nygren |

| 4 august 2023 20:15 | Islanda          | 24 – 34 | Germania   | Sala Sporturilor Verde, Podgorica Asistență: 300 Arbitri: Pukšić, Satler |
| 4 august 2023 20:15 | Gunnþórsdóttir 9 | (12-16) | Tucholke 7 | Sala Sporturilor Verde, Podgorica Asistență: 300 Arbitri: Pukšić, Satler |
| 4 august 2023 20:15 | 5×               | Raport  | 7×         | Sala Sporturilor Verde, Podgorica Asistență: 300 Arbitri: Pukšić, Satler |

| 6 august 2023 18:00 | Germania   | 23 – 23 | Muntenegru | Sala Sporturilor Verde, Podgorica Asistență: 500 Arbitri: Cipov, Klus |
| 6 august 2023 18:00 | Tucholke 6 | (12-10) | Mitrović 7 | Sala Sporturilor Verde, Podgorica Asistență: 500 Arbitri: Cipov, Klus |
| 6 august 2023 18:00 | 6×         | Raport  | 2×         | Sala Sporturilor Verde, Podgorica Asistență: 500 Arbitri: Cipov, Klus |

| 6 august 2023 20:15 | Cehia       | 28 – 22 | Islanda      | Sala Sporturilor Verde, Podgorica Asistență: 300 Arbitri: Pîrvu, Potîrniche |
| 6 august 2023 20:15 | Filípková 8 | (16-7)  | Pálsdóttir 6 | Sala Sporturilor Verde, Podgorica Asistență: 300 Arbitri: Pîrvu, Potîrniche |
| 6 august 2023 20:15 | 5× 1×       | Raport  | 1×           | Sala Sporturilor Verde, Podgorica Asistență: 300 Arbitri: Pîrvu, Potîrniche |

### Grupa B
| Echipa  | M | V | E | Î | GM | GP | G   | Pct |
| ------- | - | - | - | - | -- | -- | --- | --- |
| Croația | 3 | 3 | 0 | 0 | 91 | 65 | +26 | 6   |
| Serbia  | 3 | 1 | 0 | 2 | 69 | 73 | −4  | 2   |
| Elveția | 3 | 1 | 0 | 2 | 72 | 79 | −7  | 2   |
| Suedia  | 3 | 1 | 0 | 2 | 77 | 92 | −15 | 2   |

| 3 august 2023 13:00 | Croația | 34 – 26 | Suedia     | Sala Sporturilor Verde, Podgorica Asistență: 100 Arbitri: Fotakidis, Kinatzidis |
| 3 august 2023 13:00 | Renić 8 | (15-16) | Lundvall 6 | Sala Sporturilor Verde, Podgorica Asistență: 100 Arbitri: Fotakidis, Kinatzidis |
| 3 august 2023 13:00 | 3×      | Raport  | 4×         | Sala Sporturilor Verde, Podgorica Asistență: 100 Arbitri: Fotakidis, Kinatzidis |

| 3 august 2023 15:15 | Elveția   | 23 – 21 | Serbia      | Sala Sporturilor Verde, Podgorica Asistență: 100 Arbitri: Borge, Nygren |
| 3 august 2023 15:15 | Baumann 8 | (13-8)  | Bulatović 5 | Sala Sporturilor Verde, Podgorica Asistență: 100 Arbitri: Borge, Nygren |
| 3 august 2023 15:15 | 7×        | Raport  | 8×          | Sala Sporturilor Verde, Podgorica Asistență: 100 Arbitri: Borge, Nygren |

| 4 august 2023 13:30 | Serbia    | 20 – 30 | Croația | Sala Sporturilor Verde, Podgorica Asistență: 100 Arbitri: Pîrvu, Potîrniche |
| 4 august 2023 13:30 | Radović 7 | (8-13)  | Renić 8 | Sala Sporturilor Verde, Podgorica Asistență: 100 Arbitri: Pîrvu, Potîrniche |
| 4 august 2023 13:30 | 5×        | Raport  | 7× 1×   | Sala Sporturilor Verde, Podgorica Asistență: 100 Arbitri: Pîrvu, Potîrniche |

| 4 august 2023 15:45 | Suedia      | 31 – 30 | Elveția   | Sala Sporturilor Verde, Podgorica Asistență: 200 Arbitri: Bojinovski, Nacevski |
| 4 august 2023 15:45 | Jungqvist 7 | (11-17) | Baumann 9 | Sala Sporturilor Verde, Podgorica Asistență: 200 Arbitri: Bojinovski, Nacevski |
| 4 august 2023 15:45 | 2×          | Raport  | 2×        | Sala Sporturilor Verde, Podgorica Asistență: 200 Arbitri: Bojinovski, Nacevski |

| 6 august 2023 13:30 | Suedia      | 20 – 28 | Serbia    | Sala Sporturilor Verde, Podgorica Asistență: 200 Arbitri: Weijmans, Wolbertus |
| 6 august 2023 13:30 | Jungqvist 5 | (8-11)  | Radović 7 | Sala Sporturilor Verde, Podgorica Asistență: 200 Arbitri: Weijmans, Wolbertus |
| 6 august 2023 13:30 | 1×          | Raport  | 5×        | Sala Sporturilor Verde, Podgorica Asistență: 200 Arbitri: Weijmans, Wolbertus |

| 6 august 2023 15:45 | Croația      | 27 – 19 | Elveția   | Sala Sporturilor Verde, Podgorica Asistență: 150 Arbitri: Borge, Nygren |
| 6 august 2023 15:45 | Ðelekovcan 7 | (13-10) | Baumann 4 | Sala Sporturilor Verde, Podgorica Asistență: 150 Arbitri: Borge, Nygren |
| 6 august 2023 15:45 | 6×           | Raport  | 3×        | Sala Sporturilor Verde, Podgorica Asistență: 150 Arbitri: Borge, Nygren |

### Grupa C
| Echipa        | M | V | E | Î | GM | GP | G   | Pct |
| ------------- | - | - | - | - | -- | -- | --- | --- |
| Danemarca     | 3 | 3 | 0 | 0 | 75 | 62 | +13 | 6   |
| Țările de Jos | 3 | 1 | 0 | 2 | 63 | 66 | −3  | 2   |
| Norvegia      | 3 | 1 | 0 | 2 | 72 | 75 | −3  | 2   |
| Portugalia    | 3 | 1 | 0 | 2 | 67 | 74 | −7  | 2   |

| 3 august 2023 18:00 | Danemarca  | 22 – 18 | Portugalia | Centrul Sportiv Morača, Podgorica Asistență: 200 Arbitri: Pukšić, Satler |
| 3 august 2023 18:00 | Johansen 6 | (11-8)  | Moniz 5    | Centrul Sportiv Morača, Podgorica Asistență: 200 Arbitri: Pukšić, Satler |
| 3 august 2023 18:00 | 2×         | Raport  | 6× 2×      | Centrul Sportiv Morača, Podgorica Asistență: 200 Arbitri: Pukšić, Satler |

| 3 august 2023 20:15 | Norvegia    | 18 – 21 | Țările de Jos | Centrul Sportiv Morača, Podgorica Asistență: 50 Arbitri: Cipov, Klus |
| 3 august 2023 20:15 | Ellingsen 4 | (10-13) | Exterkate 4   | Centrul Sportiv Morača, Podgorica Asistență: 50 Arbitri: Cipov, Klus |
| 3 august 2023 20:15 | 4× 1×       | Raport  | 1×            | Centrul Sportiv Morača, Podgorica Asistență: 50 Arbitri: Cipov, Klus |

| 4 august 2023 18:00 | Țările de Jos | 21 – 26 | Danemarca    | Centrul Sportiv Morača, Podgorica Asistență: 400 Arbitri: Bošnjak, Marić |
| 4 august 2023 18:00 | Schouten 6    | (12-12) | Plougstrup 7 | Centrul Sportiv Morača, Podgorica Asistență: 400 Arbitri: Bošnjak, Marić |
| 4 august 2023 18:00 | 5× 1×         | Raport  | 6×           | Centrul Sportiv Morača, Podgorica Asistență: 400 Arbitri: Bošnjak, Marić |

| 4 august 2023 20:15 | Portugalia | 27 – 31 | Norvegia         | Centrul Sportiv Morača, Podgorica Asistență: 100 Arbitri: Fotakidis, Kinatzidis |
| 4 august 2023 20:15 | Moniz 9    | (13-16) | Strand-Larsen 11 | Centrul Sportiv Morača, Podgorica Asistență: 100 Arbitri: Fotakidis, Kinatzidis |
| 4 august 2023 20:15 | 4×         | Raport  | 3×               | Centrul Sportiv Morača, Podgorica Asistență: 100 Arbitri: Fotakidis, Kinatzidis |

| 6 august 2023 13:30 | Danemarca    | 27 – 23 | Norvegia | Centrul Sportiv Morača, Podgorica Asistență: 70 Arbitri: Aylagas, Ruiz |
| 6 august 2023 13:30 | Plougstrup 9 | (11-10) | Slenes 6 | Centrul Sportiv Morača, Podgorica Asistență: 70 Arbitri: Aylagas, Ruiz |
| 6 august 2023 13:30 | 2×           | Raport  | 1×       | Centrul Sportiv Morača, Podgorica Asistență: 70 Arbitri: Aylagas, Ruiz |

| 6 august 2023 15:45 | Portugalia | 22 – 21 | Țările de Jos    | Centrul Sportiv Morača, Podgorica Asistență: 150 Arbitri: Weber, Weinquin |
| 6 august 2023 15:45 | Silva 7    | (9-14)  | Boers, Horvers 4 | Centrul Sportiv Morača, Podgorica Asistență: 150 Arbitri: Weber, Weinquin |
| 6 august 2023 15:45 | 7×         | Raport  | 2× 1×            | Centrul Sportiv Morača, Podgorica Asistență: 150 Arbitri: Weber, Weinquin |

### Grupa D
| Echipa            | M | V | E | Î | GM  | GP  | G   | Pct |
| ----------------- | - | - | - | - | --- | --- | --- | --- |
| Franța            | 3 | 3 | 0 | 0 | 91  | 66  | +25 | 6   |
| Ungaria           | 3 | 2 | 0 | 1 | 103 | 77  | +26 | 4   |
| România           | 3 | 1 | 0 | 2 | 90  | 83  | +7  | 2   |
| Macedonia de Nord | 3 | 0 | 0 | 3 | 59  | 117 | −58 | 0   |

| 3 august 2023 13:30 | Ungaria    | 28 – 33 | Franța  | Centrul Sportiv Morača, Podgorica Asistență: 50 Arbitri: Bošnjak, Marić |
| 3 august 2023 13:30 | Fazekas 12 | (17-12) | Injai 7 | Centrul Sportiv Morača, Podgorica Asistență: 50 Arbitri: Bošnjak, Marić |
| 3 august 2023 13:30 | 6×         | Raport  | 5×      | Centrul Sportiv Morača, Podgorica Asistență: 50 Arbitri: Bošnjak, Marić |

| 3 august 2023 15:45 | România         | 40 – 27 | Macedonia de Nord | Centrul Sportiv Morača, Podgorica Asistență: 50 Arbitri: Aylagas, Ruiz |
| 3 august 2023 15:45 | Damian, Rogoz 6 | (23-15) | Mladenovska 9     | Centrul Sportiv Morača, Podgorica Asistență: 50 Arbitri: Aylagas, Ruiz |
| 3 august 2023 15:45 | 7× 1×           | Raport  | 4×                | Centrul Sportiv Morača, Podgorica Asistență: 50 Arbitri: Aylagas, Ruiz |

| 4 august 2023 13:30 | Macedonia de Nord | 17 – 46 | Ungaria        | Centrul Sportiv Morača, Podgorica Asistență: 100 Arbitri: Weber, Weinquin |
| 4 august 2023 13:30 | Milenkoska 5      | (6-23)  | Himer, Varga 7 | Centrul Sportiv Morača, Podgorica Asistență: 100 Arbitri: Weber, Weinquin |
| 4 august 2023 13:30 | 7×                | Raport  | 4×             | Centrul Sportiv Morača, Podgorica Asistență: 100 Arbitri: Weber, Weinquin |

| 4 august 2023 15:45 | Franța      | 27 – 23 | România   | Centrul Sportiv Morača, Podgorica Asistență: 200 Arbitri: Cipov, Klus |
| 4 august 2023 15:45 | Chantelly 8 | (15-16) | Gavrilă 6 | Centrul Sportiv Morača, Podgorica Asistență: 200 Arbitri: Cipov, Klus |
| 4 august 2023 15:45 | 4×          | Raport  | 6×        | Centrul Sportiv Morača, Podgorica Asistență: 200 Arbitri: Cipov, Klus |

| 6 august 2023 18:00 | Ungaria                    | 29 – 27 | România  | Centrul Sportiv Morača, Podgorica Asistență: 500 Arbitri: Fotakidis, Kinatzidis |
| 6 august 2023 18:00 | Fazekas, Keceli-Mészáros 8 | (10-15) | Damian 7 | Centrul Sportiv Morača, Podgorica Asistență: 500 Arbitri: Fotakidis, Kinatzidis |
| 6 august 2023 18:00 | 3×                         | Raport  | 6×       | Centrul Sportiv Morača, Podgorica Asistență: 500 Arbitri: Fotakidis, Kinatzidis |

| 6 august 2023 20:15 | Franța        | 31 – 15 | Macedonia de Nord | Centrul Sportiv Morača, Podgorica Asistență: 200 Arbitri: Pukšić, Satler |
| 6 august 2023 20:15 | Andon, Gros 5 | (15-4)  | Trpeska 4         | Centrul Sportiv Morača, Podgorica Asistență: 200 Arbitri: Pukšić, Satler |
| 6 august 2023 20:15 | 3×            | Raport  | 4×                | Centrul Sportiv Morača, Podgorica Asistență: 200 Arbitri: Pukšić, Satler |

## Grupele intermediare
Selecționatele naționale clasate pe ultimele două locuri în grupele preliminare au fost distribuite în două grupe intermediare: grupa a III-a, în care au jucat echipele din grupele preliminare A și B, respectiv grupa a IV-a, în care au jucat echipele din grupele C și D. Formațiile au intrat în grupele intermediare păstrându-și punctele și golaverajul rezultate în urma meciurilor directe din grupele preliminare.
Calendarul de mai jos respectă ora de vară CET:

### Grupa a III-a
| Echipa  | M | V | E | Î | GM | GP | G   | Pct |
| ------- | - | - | - | - | -- | -- | --- | --- |
| Cehia   | 3 | 3 | 0 | 0 | 89 | 76 | +13 | 6   |
| Suedia  | 3 | 2 | 0 | 1 | 92 | 83 | +9  | 4   |
| Elveția | 3 | 1 | 0 | 2 | 82 | 83 | −1  | 2   |
| Islanda | 3 | 0 | 0 | 3 | 66 | 87 | −21 | 0   |

| 8 august 2023 13:30 | Suedia     | 27 – 30 | Cehia        | Sala Sporturilor Verde, Podgorica Asistență: 160 Arbitri: Aylagas, Ruiz |
| 8 august 2023 13:30 | Huselius 5 | (14–16) | Filípková 13 | Sala Sporturilor Verde, Podgorica Asistență: 160 Arbitri: Aylagas, Ruiz |
| 8 august 2023 13:30 | 2×         | Raport  | 4×           | Sala Sporturilor Verde, Podgorica Asistență: 160 Arbitri: Aylagas, Ruiz |

| 8 august 2023 15:45 | Elveția   | 25 – 21 | Islanda                      | Sala Sporturilor Verde, Podgorica Asistență: 150 Arbitri: Weber, Weinquin |
| 8 august 2023 15:45 | Brunett 6 | (13–12) | Pálsdóttir, Þórhallsdóttir 5 | Sala Sporturilor Verde, Podgorica Asistență: 150 Arbitri: Weber, Weinquin |
| 8 august 2023 15:45 | 7×        | Raport  | 5× 1×                        | Sala Sporturilor Verde, Podgorica Asistență: 150 Arbitri: Weber, Weinquin |

| 9 august 2023 13:30 | Islanda                     | 23 – 34 | Suedia      | Sala Sporturilor Verde, Podgorica Asistență: 100 Arbitri: Bošnjak, Marić |
| 9 august 2023 13:30 | Ágústsdóttir, Jónasdóttir 5 | (14–15) | Lundvall 13 | Sala Sporturilor Verde, Podgorica Asistență: 100 Arbitri: Bošnjak, Marić |
| 9 august 2023 13:30 | 6× 1×                       | Raport  | 1×          | Sala Sporturilor Verde, Podgorica Asistență: 100 Arbitri: Bošnjak, Marić |

| 9 august 2023 15:45 | Cehia                | 31 – 27 | Elveția   | Sala Sporturilor Verde, Podgorica Asistență: 100 Arbitri: Bojinovski, Nacevski |
| 9 august 2023 15:45 | Filípková, Pejšová 7 | (15–12) | Baumann 9 | Sala Sporturilor Verde, Podgorica Asistență: 100 Arbitri: Bojinovski, Nacevski |
| 9 august 2023 15:45 | 4×                   | Raport  | 4×        | Sala Sporturilor Verde, Podgorica Asistență: 100 Arbitri: Bojinovski, Nacevski |

### Grupa a IV-a
| Echipa            | M | V | E | Î | GM  | GP  | G   | Pct |
| ----------------- | - | - | - | - | --- | --- | --- | --- |
| România           | 3 | 3 | 0 | 0 | 104 | 78  | +26 | 6   |
| Norvegia          | 3 | 2 | 0 | 1 | 90  | 81  | +9  | 4   |
| Portugalia        | 3 | 1 | 0 | 2 | 87  | 75  | +12 | 2   |
| Macedonia de Nord | 3 | 0 | 0 | 3 | 61  | 108 | −47 | 0   |

| 8 august 2023 13:30 | Macedonia de Nord | 21 – 32 | Norvegia      | Centrul Sportiv Morača, Podgorica Asistență: 200 Arbitri: Weijmans, Wolbertus |
| 8 august 2023 13:30 | Mladenovska 7     | (11–15) | Gulbrandsen 7 | Centrul Sportiv Morača, Podgorica Asistență: 200 Arbitri: Weijmans, Wolbertus |
| 8 august 2023 13:30 | 5× 1×             | Raport  | 2×            | Centrul Sportiv Morača, Podgorica Asistență: 200 Arbitri: Weijmans, Wolbertus |

| 8 august 2023 15:45 | România  | 31 – 24 | Portugalia | Centrul Sportiv Morača, Podgorica Asistență: 100 Arbitri: Bošnjak, Marić |
| 8 august 2023 15:45 | Damian 7 | (11–9)  | Pinheiro 7 | Centrul Sportiv Morača, Podgorica Asistență: 100 Arbitri: Bošnjak, Marić |
| 8 august 2023 15:45 | 5×       | Raport  | 7× 1×      | Centrul Sportiv Morača, Podgorica Asistență: 100 Arbitri: Bošnjak, Marić |

| 9 august 2023 13:30 | Portugalia | 36 – 13 | Macedonia de Nord      | Centrul Sportiv Morača, Podgorica Asistență: 50 Arbitri: Weber, Weinquin |
| 9 august 2023 13:30 | Moniz 6    | (14–8)  | Kraleva, Mladenovska 3 | Centrul Sportiv Morača, Podgorica Asistență: 50 Arbitri: Weber, Weinquin |
| 9 august 2023 13:30 | 4×         | Raport  | 3×                     | Centrul Sportiv Morača, Podgorica Asistență: 50 Arbitri: Weber, Weinquin |

| 9 august 2023 15:45 | Norvegia | 27 – 33 | România   | Centrul Sportiv Morača, Podgorica Asistență: 200 Arbitri: Pukšić, Satler |
| 9 august 2023 15:45 | Kvia 8   | (13–15) | Bodijar 7 | Centrul Sportiv Morača, Podgorica Asistență: 200 Arbitri: Pukšić, Satler |
| 9 august 2023 15:45 | 5×       | Raport  | 5×        | Centrul Sportiv Morača, Podgorica Asistență: 200 Arbitri: Pukšić, Satler |

## Grupele principale
Selecționatele naționale clasate pe primele două locuri în cele patru grupe preliminare au avansat în două grupe principale: grupa I, în care au jucat echipele din grupele preliminare A și B, respectiv grupa a II-a, în care au jucat echipele din grupele C și D. Formațiile au intrat în grupele principale păstrându-și punctele și golaverajul rezultate în urma meciurilor directe din grupele preliminare.
|  | Echipele calificate în semifinale |

Calendarul de mai jos respectă ora de vară CET:

### Grupa I
| Echipa     | M | V | E | Î | GM | GP | G   | Pct |
| ---------- | - | - | - | - | -- | -- | --- | --- |
| Germania   | 3 | 2 | 1 | 0 | 84 | 63 | +21 | 5   |
| Croația    | 3 | 2 | 0 | 1 | 79 | 72 | +7  | 4   |
| Serbia     | 3 | 1 | 0 | 2 | 59 | 83 | −24 | 2   |
| Muntenegru | 3 | 0 | 1 | 2 | 67 | 71 | −4  | 1   |

| 8 august 2023 18:00 | Croația   | 27 – 25 | Muntenegru  | Sala Sporturilor Verde, Podgorica Asistență: 500 Arbitri: Fotakidis, Kinatzidis |
| 8 august 2023 18:00 | Vuković 8 | (16–13) | Ramusović 6 | Sala Sporturilor Verde, Podgorica Asistență: 500 Arbitri: Fotakidis, Kinatzidis |
| 8 august 2023 18:00 | 1×        | Raport  | 3×          | Sala Sporturilor Verde, Podgorica Asistență: 500 Arbitri: Fotakidis, Kinatzidis |

| 8 august 2023 20:15 | Serbia    | 18 – 34 | Germania    | Sala Sporturilor Verde, Podgorica Asistență: 230 Arbitri: Borge, Nygren |
| 8 august 2023 20:15 | Radović 6 | (12–17) | Litvinov 11 | Sala Sporturilor Verde, Podgorica Asistență: 230 Arbitri: Borge, Nygren |
| 8 august 2023 20:15 | 5×        | Raport  | 4×          | Sala Sporturilor Verde, Podgorica Asistență: 230 Arbitri: Borge, Nygren |

| 9 august 2023 18:00 | Muntenegru        | 19 – 21 | Serbia   | Sala Sporturilor Verde, Podgorica Asistență: 400 Arbitri: Pîrvu, Potîrniche |
| 9 august 2023 18:00 | Jolić, Mitrović 4 | (9–8)   | Petrić 6 | Sala Sporturilor Verde, Podgorica Asistență: 400 Arbitri: Pîrvu, Potîrniche |
| 9 august 2023 18:00 | 3×                | Raport  | 4× 1×    | Sala Sporturilor Verde, Podgorica Asistență: 400 Arbitri: Pîrvu, Potîrniche |

| 9 august 2023 20:15 | Germania | 27 – 22 | Croația | Sala Sporturilor Verde, Podgorica Asistență: 100 Arbitri: Weijmans, Wolbertus |
| 9 august 2023 20:15 | Ott 6    | (16–13) | Čičak 5 | Sala Sporturilor Verde, Podgorica Asistență: 100 Arbitri: Weijmans, Wolbertus |
| 9 august 2023 20:15 | 1×       | Raport  | 1×      | Sala Sporturilor Verde, Podgorica Asistență: 100 Arbitri: Weijmans, Wolbertus |

### Grupa a II-a
| Echipa        | M | V | E | Î | GM | GP | G   | Pct |
| ------------- | - | - | - | - | -- | -- | --- | --- |
| Danemarca     | 3 | 2 | 1 | 0 | 75 | 65 | +10 | 5   |
| Franța        | 3 | 2 | 0 | 1 | 85 | 71 | +14 | 4   |
| Ungaria       | 3 | 1 | 1 | 1 | 86 | 79 | +7  | 3   |
| Țările de Jos | 3 | 0 | 0 | 3 | 61 | 92 | −31 | 0   |

| 8 august 2023 18:00 | Ungaria                  | 24 – 24 | Danemarca    | Centrul Sportiv Morača, Podgorica Asistență: 300 Arbitri: Bojinovski, Nacevski |
| 8 august 2023 18:00 | Balogh, Bristyán, Szár 4 | (10–9)  | Plougstrup 8 | Centrul Sportiv Morača, Podgorica Asistență: 300 Arbitri: Bojinovski, Nacevski |
| 8 august 2023 18:00 | 2×                       | Raport  | 1×           | Centrul Sportiv Morača, Podgorica Asistență: 300 Arbitri: Bojinovski, Nacevski |

| 8 august 2023 20:15 | Franța   | 32 – 18 | Țările de Jos       | Centrul Sportiv Morača, Podgorica Asistență: 100 Arbitri: Pîrvu, Potîrniche |
| 8 august 2023 20:15 | Senant 5 | (17–8)  | Horvers, Legebeke 5 | Centrul Sportiv Morača, Podgorica Asistență: 100 Arbitri: Pîrvu, Potîrniche |
| 8 august 2023 20:15 | 2× 1×    | Raport  | 1×                  | Centrul Sportiv Morača, Podgorica Asistență: 100 Arbitri: Pîrvu, Potîrniche |

| 9 august 2023 18:00 | Țările de Jos | 22 – 34 | Ungaria   | Centrul Sportiv Morača, Podgorica Asistență: 100 Arbitri: Aylagas, Ruiz |
| 9 august 2023 18:00 | Dekker 6      | (9–17)  | Fazekas 7 | Centrul Sportiv Morača, Podgorica Asistență: 100 Arbitri: Aylagas, Ruiz |
| 9 august 2023 18:00 | 3× 1×         | Raport  | 2×        | Centrul Sportiv Morača, Podgorica Asistență: 100 Arbitri: Aylagas, Ruiz |

| 9 august 2023 20:15 | Danemarca  | 25 – 20 | Franța  | Centrul Sportiv Morača, Podgorica Asistență: 300 Arbitri: Cipov, Klus |
| 9 august 2023 20:15 | Hattesen 8 | (8–10)  | Abdou 5 | Centrul Sportiv Morača, Podgorica Asistență: 300 Arbitri: Cipov, Klus |
| 9 august 2023 20:15 | 4× 1×      | Raport  | 5× 1×   | Centrul Sportiv Morača, Podgorica Asistență: 300 Arbitri: Cipov, Klus |

## Meciurile pentru locurile 13–16

### Schemă
|  | Meciurile pentru locurile 13-16 | Meciurile pentru locurile 13-16 |                        |    | Meciul pentru locul 13 | Meciul pentru locul 13 |
|  |                                 |                                 |                        |    |                        |                        |
|  | 11 august 2023                  |                                 |                        |    |                        |                        |
|  |                                 |                                 |                        |    |                        |                        |
|  | Elveția                         | 32                              |                        |    |                        |                        |
|  | Elveția                         | 32                              | 12 august 2023         |    |                        |                        |
|  | Macedonia de Nord               | 31                              |                        |    |                        |                        |
|  | Macedonia de Nord               | 31                              | Elveția                | 25 |                        |                        |
|  | 11 august 2023                  |                                 | Elveția                | 25 |                        |                        |
|  |                                 | Portugalia                      | 23                     |    |                        |                        |
|  | Portugalia                      | Portugalia                      | 23                     | 28 |                        |                        |
|  | Portugalia                      |                                 |                        | 28 |                        |                        |
|  | Islanda                         | 22                              |                        |    |                        |                        |
|  | Islanda                         | 22                              | Meciul pentru locul 15 |    |                        |                        |
|  |                                 |                                 |                        |    |                        |                        |
|  | 12 august 2023                  |                                 |                        |    |                        |                        |
|  |                                 |                                 |                        |    |                        |                        |
|  | Macedonia de Nord               | 25                              |                        |    |                        |                        |
|  | Macedonia de Nord               | 25                              |                        |    |                        |                        |
|  | Islanda                         | 34                              |                        |    |                        |                        |

| 11 august 2023 18:00 | Elveția    | 32 – 31 | Macedonia de Nord | Centrul Sportiv Morača, Podgorica Asistență: 100 Arbitri: Borge, Nygren |
| 11 august 2023 18:00 | Baumann 11 | (15–14) | Mladenovska 9     | Centrul Sportiv Morača, Podgorica Asistență: 100 Arbitri: Borge, Nygren |
| 11 august 2023 18:00 | 3×         | Raport  | 7×                | Centrul Sportiv Morača, Podgorica Asistență: 100 Arbitri: Borge, Nygren |

| 11 august 2023 18:00 | Portugalia               | 28 – 22 | Islanda      | Centrul Sportiv Morača, Podgorica Asistență: 200 Arbitri: Weijmans, Wolbertus |
| 11 august 2023 18:00 | Pinheiro, Pinto, Silva 6 | (14–14) | Pálsdóttir 6 | Centrul Sportiv Morača, Podgorica Asistență: 200 Arbitri: Weijmans, Wolbertus |
| 11 august 2023 18:00 | 3× 1×                    | Raport  | 3× 1×        | Centrul Sportiv Morača, Podgorica Asistență: 200 Arbitri: Weijmans, Wolbertus |

### Meciul pentru locul 15
| 12 august 2023 11:15 | Macedonia de Nord | 25 – 34 | Islanda        | Centrul Sportiv Morača, Podgorica Asistență: 48 Arbitri: Pukšić, Satler |
| 12 august 2023 11:15 | Mladenovska 6     | (12–14) | Eiríksdóttir 6 | Centrul Sportiv Morača, Podgorica Asistență: 48 Arbitri: Pukšić, Satler |
| 12 august 2023 11:15 | 6× 1×             | Raport  | 8× 1×          | Centrul Sportiv Morača, Podgorica Asistență: 48 Arbitri: Pukšić, Satler |

### Meciul pentru locul 13
| 12 august 2023 13:30 | Elveția   | 25 – 23 | Portugalia | Centrul Sportiv Morača, Podgorica Asistență: 100 Arbitri: Bošnjak, Marić |
| 12 august 2023 13:30 | Baumann 9 | (8–10)  | Silva 7    | Centrul Sportiv Morača, Podgorica Asistență: 100 Arbitri: Bošnjak, Marić |
| 12 august 2023 13:30 | 6×        | Raport  | 8× 2×      | Centrul Sportiv Morača, Podgorica Asistență: 100 Arbitri: Bošnjak, Marić |

## Meciurile pentru locurile 9–12

### Schemă
|  | Meciurile pentru locurile 9-12 | Meciurile pentru locurile 9-12 |                        |    | Meciul pentru locul 9 | Meciul pentru locul 9 |
|  |                                |                                |                        |    |                       |                       |
|  | 11 august 2023                 |                                |                        |    |                       |                       |
|  |                                |                                |                        |    |                       |                       |
|  | Cehia                          | 21                             |                        |    |                       |                       |
|  | Cehia                          | 21                             | 12 august 2023         |    |                       |                       |
|  | Norvegia                       | 32                             |                        |    |                       |                       |
|  | Norvegia                       | 32                             | Norvegia               | 30 |                       |                       |
|  | 11 august 2023                 |                                | Norvegia               | 30 |                       |                       |
|  |                                | Suedia                         | 35                     |    |                       |                       |
|  | România                        | Suedia                         | 35                     | 23 |                       |                       |
|  | România                        |                                |                        | 23 |                       |                       |
|  | Suedia                         | 29                             |                        |    |                       |                       |
|  | Suedia                         | 29                             | Meciul pentru locul 11 |    |                       |                       |
|  |                                |                                |                        |    |                       |                       |
|  | 12 august 2023                 |                                |                        |    |                       |                       |
|  |                                |                                |                        |    |                       |                       |
|  | Cehia                          | 25                             |                        |    |                       |                       |
|  | Cehia                          | 25                             |                        |    |                       |                       |
|  | România                        | 33                             |                        |    |                       |                       |

| 11 august 2023 18:00 | Cehia       | 21 – 32 | Norvegia  | Centrul Sportiv Morača, Podgorica Asistență: 150 Arbitri: Bošnjak, Marić |
| 11 august 2023 18:00 | Pazderová 5 | (9–15)  | Helland 6 | Centrul Sportiv Morača, Podgorica Asistență: 150 Arbitri: Bošnjak, Marić |
| 11 august 2023 18:00 | 4× 1×       | Raport  | 6×        | Centrul Sportiv Morača, Podgorica Asistență: 150 Arbitri: Bošnjak, Marić |

| 11 august 2023 20:15 | România | 23 – 29 | Suedia     | Centrul Sportiv Morača, Podgorica Asistență: 150 Arbitri: Weber, Weinquin |
| 11 august 2023 20:15 | Tulea 6 | (13–12) | Lundvall 7 | Centrul Sportiv Morača, Podgorica Asistență: 150 Arbitri: Weber, Weinquin |
| 11 august 2023 20:15 | 6×      | Raport  | 5×         | Centrul Sportiv Morača, Podgorica Asistență: 150 Arbitri: Weber, Weinquin |

### Meciul pentru locul 11
| 12 august 2023 15:45 | Cehia     | 25 – 33 | România   | Centrul Sportiv Morača, Podgorica Asistență: 100 Arbitri: Fotakidis, Kinatzidis |
| 12 august 2023 15:45 | Rampová 6 | (15–14) | Gavrilă 7 | Centrul Sportiv Morača, Podgorica Asistență: 100 Arbitri: Fotakidis, Kinatzidis |
| 12 august 2023 15:45 | 6×        | Raport  | 3×        | Centrul Sportiv Morača, Podgorica Asistență: 100 Arbitri: Fotakidis, Kinatzidis |

### Meciul pentru locul 9
| 12 august 2023 18:00 | Norvegia          | 30 – 35 | Suedia  | Centrul Sportiv Morača, Podgorica Asistență: 100 Arbitri: Aylagas, Ruiz |
| 12 august 2023 18:00 | Kvia, Lindquist 6 | (13–15) | Rubin 7 | Centrul Sportiv Morača, Podgorica Asistență: 100 Arbitri: Aylagas, Ruiz |
| 12 august 2023 18:00 | Raport            |         |         | Centrul Sportiv Morača, Podgorica Asistență: 100 Arbitri: Aylagas, Ruiz |

## Meciurile pentru locurile 5–8

### Schemă
|  | Meciurile pentru locurile 5-8 | Meciurile pentru locurile 5-8 |                       |    | Meciul pentru locul 5 | Meciul pentru locul 5 |
|  |                               |                               |                       |    |                       |                       |
|  | 11 august 2023                |                               |                       |    |                       |                       |
|  |                               |                               |                       |    |                       |                       |
|  | Serbia                        | 24                            |                       |    |                       |                       |
|  | Serbia                        | 24                            | 13 august 2023        |    |                       |                       |
|  | Țările de Jos                 | 23                            |                       |    |                       |                       |
|  | Țările de Jos                 | 23                            | Serbia                | 25 |                       |                       |
|  | 11 august 2023                |                               | Serbia                | 25 |                       |                       |
|  |                               | Ungaria                       | 28                    |    |                       |                       |
|  | Ungaria                       | Ungaria                       | 28                    | 27 |                       |                       |
|  | Ungaria                       |                               |                       | 27 |                       |                       |
|  | Muntenegru                    | 24                            |                       |    |                       |                       |
|  | Muntenegru                    | 24                            | Meciul pentru locul 7 |    |                       |                       |
|  |                               |                               |                       |    |                       |                       |
|  | 13 august 2023                |                               |                       |    |                       |                       |
|  |                               |                               |                       |    |                       |                       |
|  | Țările de Jos                 | 17                            |                       |    |                       |                       |
|  | Țările de Jos                 | 17                            |                       |    |                       |                       |
|  | Muntenegru                    | 25                            |                       |    |                       |                       |

| 11 august 2023 13:30 | Serbia      | 24 – 23 | Țările de Jos | Sala Sporturilor Verde, Podgorica Asistență: 100 Arbitri: Fotakidis, Kinatzidis |
| 11 august 2023 13:30 | Bulatović 5 | (18–11) | Exterkate 7   | Sala Sporturilor Verde, Podgorica Asistență: 100 Arbitri: Fotakidis, Kinatzidis |
| 11 august 2023 13:30 | 4×          | Raport  | 5×            | Sala Sporturilor Verde, Podgorica Asistență: 100 Arbitri: Fotakidis, Kinatzidis |

| 11 august 2023 15:45 | Ungaria           | 27 – 24 | Muntenegru  | Sala Sporturilor Verde, Podgorica Asistență: 300 Arbitri: Pukšić, Satler |
| 11 august 2023 15:45 | Keceli-Mészáros 7 | (11–12) | Guberinić 6 | Sala Sporturilor Verde, Podgorica Asistență: 300 Arbitri: Pukšić, Satler |
| 11 august 2023 15:45 | 2×                | Raport  | 3×          | Sala Sporturilor Verde, Podgorica Asistență: 300 Arbitri: Pukšić, Satler |

### Meciul pentru locul 7
| 13 august 2023 11:15 | Țările de Jos | 17 – 25 | Muntenegru | Sala Sporturilor Verde, Podgorica Asistență: 150 Arbitri: Borge, Nygren |
| 13 august 2023 11:15 | Exterkate 4   | (8–12)  | Mitrović 7 | Sala Sporturilor Verde, Podgorica Asistență: 150 Arbitri: Borge, Nygren |
| 13 august 2023 11:15 | 2×            | Raport  | 5× 1×      | Sala Sporturilor Verde, Podgorica Asistență: 150 Arbitri: Borge, Nygren |

### Meciul pentru locul 5
| 13 august 2023 13:30 | Serbia    | 25 – 28 | Ungaria    | Sala Sporturilor Verde, Podgorica Asistență: 200 Arbitri: Weijmans, Wolbertus |
| 13 august 2023 13:30 | Radović 9 | (15–10) | Fazekas 10 | Sala Sporturilor Verde, Podgorica Asistență: 200 Arbitri: Weijmans, Wolbertus |
| 13 august 2023 13:30 | 5× 1×     | Raport  | 1×         | Sala Sporturilor Verde, Podgorica Asistență: 200 Arbitri: Weijmans, Wolbertus |

## Semifinalele și finala

### Schemă
|  | Semifinalele   | Semifinalele |                       |    | Finala | Finala |
|  |                |              |                       |    |        |        |
|  | 11 august 2023 |              |                       |    |        |        |
|  |                |              |                       |    |        |        |
|  | Germania       | 21           |                       |    |        |        |
|  | Germania       | 21           | 13 august 2023        |    |        |        |
|  | Franța         | 26           |                       |    |        |        |
|  | Franța         | 26           | Franța                | 24 |        |        |
|  | 11 august 2023 |              | Franța                | 24 |        |        |
|  |                | Danemarca    | 19                    |    |        |        |
|  | Danemarca      | Danemarca    | 19                    | 21 |        |        |
|  | Danemarca      |              |                       | 21 |        |        |
|  | Croația        | 20           |                       |    |        |        |
|  | Croația        | 20           | Meciul pentru locul 3 |    |        |        |
|  |                |              |                       |    |        |        |
|  | 13 august 2023 |              |                       |    |        |        |
|  |                |              |                       |    |        |        |
|  | Germania       | 31           |                       |    |        |        |
|  | Germania       | 31           |                       |    |        |        |
|  | Croația        | 27           |                       |    |        |        |

### Semifinalele
| 11 august 2023 18:00 | Germania   | 21 – 26 | Franța   | Sala Sporturilor Verde, Podgorica Asistență: 400 Arbitri: Bojinovski, Nacevski |
| 11 august 2023 18:00 | Litvinov 5 | (14–15) | Kingue 5 | Sala Sporturilor Verde, Podgorica Asistență: 400 Arbitri: Bojinovski, Nacevski |
| 11 august 2023 18:00 | 2× 1×      | Raport  | 1×       | Sala Sporturilor Verde, Podgorica Asistență: 400 Arbitri: Bojinovski, Nacevski |

| 11 august 2023 20:15 | Danemarca          | 21 – 20 | Croația               | Sala Sporturilor Verde, Podgorica Asistență: 500 Arbitri: Aylagas, Ruiz |
| 11 august 2023 20:15 | Hattesen, Jensen 4 | (14–12) | Ðelekovcan, Fratnik 5 | Sala Sporturilor Verde, Podgorica Asistență: 500 Arbitri: Aylagas, Ruiz |
| 11 august 2023 20:15 | 1×                 | Raport  | 4×                    | Sala Sporturilor Verde, Podgorica Asistență: 500 Arbitri: Aylagas, Ruiz |

### Finala mică
| 13 august 2023 15:45 | Germania | 31 – 27 | Croația        | Sala Sporturilor Verde, Podgorica Asistență: 300 Arbitri: Pîrvu, Potîrniche |
| 13 august 2023 15:45 | Ott 6    | (17–13) | Čičak, Renić 6 | Sala Sporturilor Verde, Podgorica Asistență: 300 Arbitri: Pîrvu, Potîrniche |
| 13 august 2023 15:45 | 5× 1×    | Raport  | 5×             | Sala Sporturilor Verde, Podgorica Asistență: 300 Arbitri: Pîrvu, Potîrniche |

### Finala
| 13 august 2023 18:00 | Franța  | 24 – 19 | Danemarca | Sala Sporturilor Verde, Podgorica Asistență: 500 Arbitri: Cipov, Klus |
| 13 august 2023 18:00 | Abdou 4 | (12–9)  | Bugtrup 4 | Sala Sporturilor Verde, Podgorica Asistență: 500 Arbitri: Cipov, Klus |
| 13 august 2023 18:00 | 4× 1×   | Raport  | 2×        | Sala Sporturilor Verde, Podgorica Asistență: 500 Arbitri: Cipov, Klus |

## Clasament și statistici

### Clasamentul final
Conform paginii oficiale a EHF:
|  | Echipe calificate la Campionatul Mondial pentru Junioare din 2024 |
|  | Echipe retrogradate în Campionatele EHF U17 din 2025              |

|    | Franța            |
|    | Danemarca         |
|    | Germania          |
| 4  | Croația           |
| 5  | Ungaria           |
| 6  | Serbia            |
| 7  | Muntenegru        |
| 8  | Țările de Jos     |
| 9  | Suedia            |
| 10 | Norvegia          |
| 11 | România           |
| 12 | Cehia             |
| 13 | Elveția           |
| 14 | Portugalia        |
| 15 | Islanda           |
| 16 | Macedonia de Nord |

| Actualizat pe 13 august 2023: \| Poz. \| Nume \| Echipă \| Goluri \| \| ---- \| ----------------------- \| ----------------- \| ------ \| \| 1 \| Era Baumann \| Elveția \| 55 \| \| 2 \| Virág Fazekas \| Ungaria \| 49 \| \| 3 \| Tereza Filípková \| Cehia \| 37 \| \| 3 \| Iva Mladenovska \| Macedonia de Nord \| 37 \| \| 3 \| Sara Radović \| Serbia \| 37 \| \| 6 \| Lydía Gunnþórsdóttir \| Islanda \| 36 \| \| 6 \| Ruslana Litvinov \| Germania \| 36 \| \| 8 \| Anne Dolberg Plougstrup \| Danemarca \| 35 \| \| 9 \| Hanna Lundvall \| Suedia \| 34 \| \| 10 \| Ana Maria Gavrilă \| România \| 33 \| | Echipa ideală și celelalte premii au fost anunțate pe 14 august 2023. Jucătoarea competiției (MVP) - Andrea Nørklit Jørgensen (DEN) Cea mai bună apărătoare - Ruslana Litvinov (GER) Cea mai bună marcatoare (golgheter) - Era Baumann (SUI) (55 de goluri) Echipa ideală a Campionatului European - Portar: Tatjana Činku (SRB) - Extremă stânga: Alissa Wele (GER) - Inter stânga: Anne Dolberg Plougstrup (DEN) - Centru: Mélissa Chantelly (FRA) - Pivot: Anđela Guberinić (MNE) - Inter dreapta: Virág Fazekas (HUN) - Extremă dreapta: Lucija Renić (CRO) |                   |        |
| Poz. | Nume | Echipă            | Goluri |
| 1 | Era Baumann | Elveția           | 55     |
| 2 | Virág Fazekas | Ungaria           | 49     |
| 3 | Tereza Filípková | Cehia             | 37     |
| 3 | Iva Mladenovska | Macedonia de Nord | 37     |
| 3 | Sara Radović | Serbia            | 37     |
| 6 | Lydía Gunnþórsdóttir | Islanda           | 36     |
| 6 | Ruslana Litvinov | Germania          | 36     |
| 8 | Anne Dolberg Plougstrup | Danemarca         | 35     |
| 9 | Hanna Lundvall | Suedia            | 34     |
| 10 | Ana Maria Gavrilă | România           | 33     |